# Ашейм, Том
Том Ашейм (англ. Tom Ascheim) — американский продюсер и бывший президент подразделения «Warner Bros.» — Global Kids и Young Adults. Генеральный менеджер телеканала Noggin (подразделение Nickelodeon) в 1998—2003 годах. Также занимал руководящие посты в «Nickelodeon» и «Sesame Workshop». Президент Freeform (на тот момент «ABC Family») в 2013—2020 годах.

## Биография
Ашейм работал мастером в средней школе, где занимался ремонтированием кондиционеров. В это же время участвовал в политической кампании и раздавал листовки на выборах президента боро Нью-Йорка. В 1985 году закончил бакалавриат в Йельской школе менеджмента. В 1990 году получил степень магистра по направлению делового администрирования. После этого работал финансовым аналитиком в Silver Screen Partners и ассисентом кинопродюсера Джеффри Драммондаю.
В 1990 году он устроился в Viacom и получил должность вице-президента по медиа-продуктам Nickelodeon, а в 1997 году стал вице-президентом по развитию компании и СМИ. В июле 1998 года Ашейм стал генеральным менеджером детского кабельного телеканала «Noggin», созданного «Nickelodeon» и «Sesame Workshop». Он участвовал в съёмке многих проектов и сериалов для этого телеканала в 2000—2005 годах, а также курировал ребрендинги, один из которых прошёл в 2003 году. В 2006 году был назначен на должность генерального директора «Nickelodeon Digital Television».
В 2007 году Ашейм покинул свой пост в Nickelodeon и стал генеральным директором журнала Newsweek; он курировал слияние издания с The Daily Beast. В 2012 году было объявлено, что Ашейм станет исполнительным вице-президентом «Sesame Learning», принадлежащей «Sesame Workshop». В 2013 г. покинул Sesame Workshop и стал президентом «ABC Family», где провёл ребрендинг телеканала.
Он был президентом Freeform до апреля 2020 года, пока не стал президентом подразделения Global Kids «Warner Bros.», которое осуществляло надзор за Cartoon Network. Его первым рабочим днём было 1 июля.

### Семья
У Тома Ашейма две дочери и один сын.

## Фильмография
| Год       | Название                  | Должность               | Источник |
| --------- | ------------------------- | ----------------------- | -------- |
| 2000—2005 | «Oobi»                    | Продюсер                | [ 8 ]    |
| 2001—2002 | «The URL with Phred Show» | Исполнительный продюсер | [ 15 ]   |
| 2002—2004 | «Play with Me Sesame»     | Исполнительный продюсер | [ 16 ]   |